# 3. pinsedag
3. pinsedag var en ældre dansk helligdag, der blev afskaffet ved helligdagsreformen af 1770.
3. pinsedag var en del af helligholdelsen af pinsen, og rester af dens traditioner findes stadig nogle steder i Danmark. Således f.eks. i Svendborg, hvor byens skyttelaugs festdag ligger på denne dag, og denne fests popularitet i nærområdet betød, at denne dag højtideligholdtes som halv helligdag indtil nyere tid.